# Анастасьево (Дюртюлинский район)
Анастасьино — упразднённое в 1960-х годах село в Дюртюлинском районе Башкирской АССР Российской Федерации. Входила на момент упразднения в состав Ангасяковского сельсовета. Вошла в черту села Ангасяк.

## Топоним
Названо по имени владельца, основателя — тайного советника Анастасия Евстафьвича Жадовского
Фиксировалось как Анастасьево, Анастасьино, Ангасяк Барский, Бороушка, Барауловка, Маядык.

## География
Находилась у речки Ангасяк.

## История
Основано в 1-й половине 19 века жителями Пензенской, Костромской и Рязанской губернии — крепостными крестьянами тайного советника, столичного вице-губернатора в 1835—38 годах А. Е. Жадовского (1803—1871).
При жизни владельца, в 1864 года построена церковь, барская усадьба стал селом. Позднее — волостным центром Анастасьевской волости в Бирском уезде Уфимской губернии.
В 1960-е гг. произошло слияние с селом Ангасяк.

## Население
В 1865 в 172 дворах проживали 852 человека. В 1906—1715, в 1920—2450, в 1939—1275, в 1959—1169 человек.

## Инфраструктура
Жители занимались земледелием, пчеловодством, плотницким делом, пилкой леса, извозом. Были церковь, школа, 18 торговых лавок, 4 водяные мельницы; проводились ярмарки, находилось волостное правление. Также в селе располагались винокуренный, салотопенный, лесопильный, поташный и кирпичный заводы.
В 1906 году отмечены церковь, земская школа, 5 бакалейных, винная и 2 пивные лавки, водяная мельница, 4 кузницы.